# Ftia de l'Epir
Ftia (en llatí Phthia, en grec antic Φθία) fou la filla d'Alexandre II de l'Epir i reina de Macedònia.
Es va casar amb el rei Demetri II de Macedònia, casament arreglat per la seva mare Olímpies que estava desitjosa d'assegurar l'assistència del rei macedoni en les seves pròpies ambicions al tron de l'Epir a la mort del seu marit Alexandre II, segons diu l'historiador Justí.